# Ruth Madeley
Ruth Madeley est une actrice britannique.

## Jeunesse
Madeley est née à Westhoughton et a été diagnostiquée avec une spina bifida six semaines avant sa naissance,. Elle a une sœur aînée nommée Liz. Son père travaillait dans le service clientèle et sa mère était infirmière. Lorsque Madeley avait 5 ans, l'association Whizz-Kidz a financé un fauteuil roulant sur mesure pour elle. Madeley s'est activement portée volontaire pour Whizz-Kidz tout au long de son enfance et a fait partie du comité de jeunes Kidz Board,. Dans le cadre de son travail avec Whizz-Kidz, à l'âge de 13 ans, elle a visité Cherie Blair à 10 Downing Street pour discuter de la collecte de fonds et de la sensibilisation. À l'âge de 14 ans, elle a reçu un autre fauteuil roulant de l'association.
À l'âge de 13 ans, alors qu'elle était élève à Mount St. Joseph, Farnworth, elle a reçu le prix commémoratif de la princesse Diana pour les jeunes,,. En 2004, à l'âge de 17 ans, elle a reçu le premier prix Bolton Wanderers' Community Hero,.
Madeley a fréquenté Thornleigh Salesian College et a ensuite étudié l'anglais et l'écriture créative avec une spécialisation en écriture de scénarios à l'Université Edge Hill,,.

## Carrière
En 2012, Madeley a écrit et joué dans le téléfilm Scrims de Lime Pictures. Elle a eu plusieurs second rôles à la télévision, notamment dans Fresh Meat et The Level. 
Elle a joué le rôle d'Anna dans le téléfilm de 2015 intitulé Don't Take My Baby, qui relate la lutte d'un couple handicapé pour empêcher que leur bébé ne soit retiré, et a été nommée pour un BAFTA de la meilleure actrice à la télévision pour sa performance. L'année suivante, elle a été sélectionnée comme l'une des 18 Breakthrough Brits du BAFTA. Au moment du tournage, Madeley travaillait dans la collecte de fonds chez WhizzKids. Elle est retournée à son travail après avoir remporté le BAFTA, pensant qu'il n'y aurait pas suffisamment de rôles pour les actrices handicapées pour qu'elle puisse faire carrière dans le métier d'actrice. 
Dans la mini-série Years and Years de Russell T Davies en 2019 sur BBC/HBO, Madeley a joué le rôle de Rosie Lyons. Le rôle de Rosie n'était pas initialement écrit pour une utilisatrice de fauteuil roulant, mais après son audition, Davies a décidé de travailler avec Madeley pour remodeler le rôle autour de sa spina bifida. Madeley a pris un congé sabbatique de six mois de son emploi chez WhizzKids pour tourner le rôle. Lorsqu'elle a tenté de retourner au travail, elle a découvert qu'elle avait décroché un autre rôle d'actrice. Madeley a demandé à son patron s'il était possible de prolonger le congé sabbatique, mais celui-ci lui a assuré que cela n'avait pas de sens car elle était maintenant "une actrice". 
Également en 2019, elle a joué le rôle d'Ingrid Woodhouse dans l'adaptation télévisée du livre de Daniel O'Malley, The Rook,. 
En 2019, Madeley a signé une lettre ouverte exhortant les dirigeants d'Hollywood à normaliser le handicap en choisissant des acteurs handicapés pour jouer des personnages handicapés. En 2020, elle est apparue dans l'épisode spécial de Noël de Would I Lie to You? et a participé à CripTales de Mat Fraser, une collection de monologues sur le handicapser . En 2021, elle a participé à Celebrity Best Home Cook et a joué le rôle de Throat dans l'adaptation télévisée du roman Disque-monde de Terry Pratchett, The Watch. 
En 2021, elle a été choisie pour la série comique de la BBC One, The Cleaner, et a joué le rôle de Barbara Lisicki dans le drame de la BBC Two de 2022, Then Barbara Met Alan,. Elle apparaîtra également dans le film de Tom Stern et Celyn Jones, The Almond and The Seahorse, inspiré de la pièce du même nom de Kaite O'Reilly. 
Le premier rôle théâtral de Madeley était dans The Greatest Wealth au Théâtre Old Vic en 2018. The Greatest Wealth se composait de sept monologues et a été créé pour célébrer le 70e anniversaire du NHS. Le monologue de Madeley, "Choice & Control", a été écrit par Matilda Ibini. À la fin de 2019 et au début de 2020, elle a joué Barbara 'Buck' Buckingham dans Teenage Dick au Donmar Warehouse, dirigé par Michael Longhurst. La pièce, écrite par Mike Lew, s'inspirait de Richard III de Shakespeare. Le personnage de Buck était basé sur le personnage du duc de Buckingham et était explicitement écrit pour être interprété par une actrice handicapée. 
En septembre 2021, il a été annoncé qu'elle jouerait aux côtés de Colin Baker et Bonnie Langford dans les dramas audio Doctor Who de Big Finish en tant que nouvelle compagne du Sixième Docteur, la biologiste marine Hebe Harrison. Le coffret, The Sixth Doctor Adventures: Water Worlds, est sorti en mai 2022. Elle a été choisie pour le rôle de Shirley Anne Bingham dans les épisodes spéciaux de la série télévisée de 2023, écrits par Davies, qui est revenu en tant que responsable de la série. 
Madeley et Ruben Reuter sont apparus dans un documentaire de Channel 4 sur le handicap et l'avortement intitulé Disability and Abortion: The Hardest Choice. Le documentaire a été diffusé en août 2022.